# Artère du conduit déférent
L'artère du conduit déférent ( ou artère du canal déférent) est une artère systémique paire de l'abdomen. Elle n'existe que chez l'homme et vascularise le conduit déférent.

## Origine
L'artère du conduit déférent provient généralement de l'artère vésicale supérieure.

### Variations
Elle peut naître de l'artère vésicale inférieure ou directement de l'artère iliaque interne.

## Trajet
L'artère du conduit déférent accompagne le conduit déférent dans son trajet rétropéritonéal en croisant les vaisseaux iliaques externes, l'uretère et la face latérale de la vessie.
Elle pénètre le cordon spermatique pour traverser le canal inguinal en direction du scrotum jusqu'au testicule.

## Branches
Au cours de son trajet, l'artère du conduit déférent donne à proximité des vésicules séminales une branche postérieure qui vascularise la partie proximale du conduit déférent. A proximité de l'épididyme une branche antérieure vascularise la partie distale du conduit.
Des rameaux urétériques naissent à proximité de la face postéro-latérale de la vessie pour rejoindre l'uretère pelvien.

## Anastomoses
L'artère du conduit déférent s'anastomose avec l'artère testiculaire et l'artère crémastérique.
Les rameaux urétériques s'anastomosent avec les rameaux urétériques de l'artère vésicale inférieure et de l'artère rectale moyenne.